# Панин, Иван Александрович (полный кавалер ордена Славы)
Панин Иван Александрович (7 августа 1922 — 24 января 2003) — участник Великой Отечественной войны, гвардии старший сержант, полный кавалер ордена Славы.

## Биография
Иван Александрович Панин родился в деревне Мостечня, Комаричского района, Брянской области в семье крестьянина. Русский. Окончил 7 классов. Работал электриком на Центральном материальном складе в Москве. В ноябре 1941 года был призван в Красную Армию.
В боях Великой Отечественной войны с декабря 1941 года. Командир отделения 14-го отделения гвардейского батальона минеров, гвардии старший сержант Панин, командуя бойцами, в ноябре 1943 по февраль 1944 гг. произвел без потерь личного состава разминирование вражеских минных полей, обезвреживание авиабомб, разминирование промышленных, общественных и жилых зданий в г. Харьков и на электростанции в г. Чугуев (Харьков. обл., Украина). Обезвредил с бойцами свыше 2500 мин и взрывоопасных предметов, чем содействовал расквартированию воинских частей, восстановлению промышленных предприятий, учреждений и безопасному проживанию гражданского населения. 4 июня 1944 года награждён орденом Славы 3-й степени.
Командир отделения 8-го отделения гвардейского моторизированного инженерно-сапёрного батальона (2-я гвардейская моторизированная штурмовая инженерно-сапёрная бригада, 11-я гвардейская армия, 3-й Белорусский фронт) И. А. Панин во главе группы саперов с 12 по 16 октября 1944 года в 16 км к юго-западу от г. Вилкавишкис (Литва) проделал коридор в минном поле противника, лично снял до 40 противотанковых мин и пропустил через заграждение колонну танков и самоходных артиллерийских установок (САУ). 30 января 1945 года, И. А. Панин награждён орденом Славы 2-й степени.
7 апреля 1945 года с саперами в бою за г. Кёнигсберг (Вост. Пруссия, ныне г. Калининград) пробил в стенах домов 2 штурмовых прохода. 17 апреля 1945 года близ г. Фишхаузен (Вост. Пруссия, ныне Приморск, Калининградская обл.) пропустил через минное поле танки. 25 апреля 1945 года по проделанному им коридору в минном поле врага прошли САУ, что обеспечило их прорыв на окраину г. Пиллау (Вост. Пруссия, ныне Балтийск, Калининградская обл.). В ходе боёв был тяжело ранен. 15 мая 1946 года, был подписан указ о награждении И. А. Панина орденом Славы 1-й степени. (однако награду Иван Александрович получил лишь в 1973 году).
В октябре 1945 года демобилизован. Вернулся в родную деревню. Работал плотником в совхозе «Асовицкий». Награждён орденом Отечественной войны I степени, медалями, в том числе «За боевые заслуги» и «Партизану Отечественной войны» 1-й степени.
Умер 24 января 2003 года в г. Брянске. Похоронен в пос. Антоновка Бежицкого района г. Брянск.

## Награды
• Полный кавалер ордена Славы (1, 2, 3 степеней)
• Орден Отечественной войны I степени
• Медаль «За боевые заслуги»
• Медаль «Партизану Отечественной войны» 1-й степени.

## Память
Бюст на Аллее Славы в Комаричском районе Брянской области
На сайте «герои страны» Архивная копия от 8 февраля 2018 на Wayback Machine